# 切兰
切兰（西班牙語：Cherán，[tʃe'ɾan]）是墨西哥米却肯州的一个市镇。切兰位于米却肯州的西北部，在墨西哥首都墨西哥城以西约360公里，在米却肯州首府莫雷利亚以西约123公里；其平均海拔为2251米。切兰的人口据报道为16243，而切兰的本地人口据官方统计为12616，包括5827名男性和6787名女性。
切兰是11个普雷佩查人市镇之一，居民讲普雷佩查语，也讲当地的西班牙语方言。2011年，由于对腐败和犯罪问题的不满，当地人发动了一场起义，建立了独特的政府模式，并因此而闻名于世。该地区现在被视为自治的原住民社区，基本上不受联邦政府干预。

## 政治
墨西哥宪法允许原住民社区实行自治。经过漫长的法律斗争，墨西哥政府将切兰视为合法的自治原住民社区。
切兰居民选出一个名为“伟大法律”的12人委员会，并在其4个社区设有约180个“篝火”（基层单位）。
第三届委员会于2018年成立。代表机构还有青年委员会、妇女委员会、邻里委员会和致力于商业发展的共同领土理事会。
切兰已经禁止政党和政治竞选。
据英国《卫报》报道，切兰的直接民主模式提供了“一个简单的解决方案，解决了困扰墨西哥民主的贿选和钱权交易问题。”一位社区活动人士表示，直接民主不仅拯救了森林，还带来了和平：2017年，切兰的谋杀率是整个米却肯州乃至整个墨西哥最低的。